# Gustave Crabbe
Gustave Crabbe, né le 4 juin 1914 et mort le 3 juillet 1978, est un joueur belge de basket-ball.